# 四物湯
四物湯是傳統中醫流傳下來的藥方，最早出現記載於宋朝的「太平惠民和劑局方」。而四物湯就是使用熟地黃、白芍、當歸及川芎這四種中藥材。传统认为，它具有補血調經的效果，可減緩女性的經痛。事實上，四物湯只要有血虛症狀，男女都可以喝，血虛症狀是中醫名詞，就是貧血，因此只要有類似血虛的症狀，像是血紅素偏低、感覺到疲勞或是心悸等，都可以考慮使用四物湯來調理身體。應注意四物湯與四神汤的區別。
2007年，台灣的國家衛生研究院研究團隊發表於《PLoS ONE》網路期刊的论文証實四物湯沒有減緩經痛的功效。

## 加味四物湯
- 桃紅四物湯：除四物外再加桃仁跟紅花，可主治瘀血。
- 聖愈湯：除四物外再加人參跟黃耆，可主治氣虛，此藥方出自《醫宗金鑒》。
- 除四物外再加秦艽、羌活可防頭風以及頭目暈眩。
- 除四物外再加炮姜，主治產後陰血暴傷，陰無所附，而致發熱。[3]

【附方】	
1. 桃紅四物湯《醫壘元戎》。
2. 膠艾湯 (又名芎歸膠艾湯《金匱要略》。
3. 聖愈湯《醫宗金鑒》。

## 食品和饮料
- 燉四物仔雞：四物加雞肉燉湯，寒冬補品。[4][5]
- 天府可乐：号称是改自四物汤的可乐汽水，改用生地黄。[6]

## 外部連結
- 四物湯 （页面存档备份，存于） 中藥方劑圖像數據庫 (香港浸會大學中醫藥學院) （中文）（英文）